# یک تبهکار (فیلم)
یک تبهکار (به هندی: Ek Villain) یا مرد سنگدل فیلمی محصول سال ۲۰۱۴ و به کارگردانی موهیت سوری است. در این فیلم بازیگرانی همچون سیدهارث مالهوترا، ریتیش دشموک، شرادها کاپور، شاد راندهاوا، آمانا شریف، کمال رشید خان ایفای نقش کرده‌اند.
دنباله این فیلم به عنوان بازگشت یک شرور در سال ۲۰۲۲ ساخته شده‌است.